# Теорија вероватноће
Теорија вероватноће је грана математике која се бави анализом случајних феномена. Кључни објекти који се разматрају у теорији вероватноће су случајне променљиве, стохастички процеси, и догађаји: математичке апстракције недетерминистичких догађаја или мерљивих количина. Иако је бацање новчића или нумерисане коцке случајан догађај, ако се понови много пута, низ ових случајних догађаја ће испољити одређене статистичке правилности, које се могу проучавати и предвиђати. Две кључне математичке теореме које описују овакво понашање су закон великих бројева и централна гранична теорема.
Као математичка основа статистике, теорија вероватноће је од велике важности за многе људске активности које укључују квантитативну анализу великих скупова података. Методе теорије вероватноће се такође примењују и на описивање комплексних система на основу само делимичног познавања њиховог стања, као у статистичкој механици. Велико откриће у области физике у 20. веку је била пробабилистичка природа физичких феномена на атомском нивоу, коју описује квантна механика.

## Математичко представљање вероватноће
Математички, вероватноћа је дефинисана простором вероватноће названим {\displaystyle \Omega } (омега), што представља скуп свих могућих исхода једног експеримента вероватноће. Нека је {\displaystyle s} број могућих исхода, на пример, бацања новчића. Простор вероватноће {\displaystyle \Omega } овде садржи осам могућих исхода: {\displaystyle \{(GGG),(GGP),(GPG),(GPP),(PGG),(PGP),(PPG),(PPP)\}}, где {\displaystyle G} представља главе а {\displaystyle P} писма. Један исход вероватноће је подскуп простора вероватноће {\displaystyle \Omega }. Нотација за ограничавање једног простора вероватноће су витичасте заграде {\displaystyle \{\}}.

## Простор вероватноће
О вероватноћама се говори једино у спрези са конципираним (не неопходно изведеним) експериментима и прво се морају дефинисати њихови могући исходи. Рецимо, по здоговору, бацање новчића као резултат даје главу или писмо; без обзира на експерименталне и друге потешкоће, за старост једне особе је узет тачно један број и сваки позитивни број се узима као могућа старост. Бацање две коцкице резултује једном од 36 могућих комбинација (1,1), (1,2), ... , (6,6). Један могући исход као што је, на пример, ”сума 4” је сложени исход који се даље може разложити набрајањем: Сума 4 се јавља уколико је исход бацања коцкица (1,3), (2,2), или (3,1). Стога је врло битно правити разлику између елементарних (недељивих) и сложених (дељивих) исхода или догађаја. Сваки елементарни исход се зове тачка узорка, а њихов додатак представља простор узорка исхода или простор вероватноће догађаја у сложенијим експериментима. Конципирани експеримент је дефинисан простором узорка и мора га се описати и засновати на самом почетку.
На пример, експеримент ”расподеле три кугле у три ћелије” има 27 могућих исхода, (тачака узорка) приказаних у табели:
| 1. {\displaystyle \{{\text{abc}}\|-\|-\}}         | 10. {\displaystyle \{{\text{a}}\|{\text{bc}}\|-\}} | 19. {\displaystyle \{-\|{\text{a}}\|{\text{bc}}\}}         |
| 2. {\displaystyle \{-\|{\text{abc}}\|-\}}         | 11. {\displaystyle \{{\text{b}}\|{\text{ac}}\|-\}} | 20. {\displaystyle \{-\|{\text{b}}\|{\text{ac}}\}}         |
| 3. {\displaystyle \{-\|-\|{\text{abc}}\}}         | 12. {\displaystyle \{{\text{c}}\|{\text{ab}}\|-\}} | 21. {\displaystyle \{-\|{\text{c}}\|{\text{ab}}\}}         |
| 4. {\displaystyle \{{\text{ab}}\|{\text{c}}\|-\}} | 13. {\displaystyle \{{\text{a}}\|-\|{\text{bc}}\}} | 22. {\displaystyle \{{\text{a}}\|{\text{b}}\|{\text{c}}\}} |
| 5. {\displaystyle \{{\text{ac}}\|{\text{b}}\|-\}} | 14. {\displaystyle \{{\text{b}}\|-\|{\text{ac}}\}} | 23. {\displaystyle \{{\text{a}}\|{\text{c}}\|{\text{b}}\}} |
| 6. {\displaystyle \{{\text{bc}}\|{\text{a}}\|-\}} | 15. {\displaystyle \{{\text{c}}\|-\|{\text{ab}}\}} | 24. {\displaystyle \{{\text{b}}\|{\text{a}}\|{\text{c}}\}} |
| 7. {\displaystyle \{{\text{ab}}\|-\|{\text{c}}\}} | 16. {\displaystyle \{-\|{\text{ab}}\|{\text{c}}\}} | 25. {\displaystyle \{{\text{b}}\|{\text{c}}\|{\text{a}}\}} |
| 8. {\displaystyle \{{\text{ac}}\|-\|{\text{b}}\}} | 17. {\displaystyle \{-\|{\text{ac}}\|{\text{b}}\}} | 26. {\displaystyle \{{\text{c}}\|{\text{a}}\|{\text{b}}\}} |
| 9. {\displaystyle \{{\text{bc}}\|-\|{\text{a}}\}} | 18. {\displaystyle \{-\|{\text{bc}}\|{\text{a}}\}} | 27. {\displaystyle \{{\text{c}}\|{\text{b}}\|{\text{a}}\}} |

Видимо да ”{\displaystyle n} кугли у 7 ћелија” могу представљати расподелу од {\displaystyle n} погодака међу 7 циљева, а пример се може проширити на многе друге ситуације, рецимо {\displaystyle n} несрећа у 7 дана у недељи, итд.
Узмимо наредни експеримент у коме распоређујемо три идентичне кугле у три ћелије. Да ли их је могуће међусобно разликовати је нерелевантно; третирамо их као такве по здоговору и сада имамо само 10 тачака узорка приказаних у табели:
| 1. {\displaystyle \{***\|-\|-\}} | 4. {\displaystyle \{**\|*\|-\}} | 8. {\displaystyle \{-\|**\|*\}} |
| 2. {\displaystyle \{-\|***\|-\}} | 5. {\displaystyle \{**\|-\|*\}} | 9. {\displaystyle \{-\|*\|**\}} |
| 3. {\displaystyle \{-\|-\|***\}} | 6. {\displaystyle \{*\|**\|-\}} | 10. {\displaystyle \{*\|*\|*\}} |
|                                  | 7. {\displaystyle \{*\|-\|**\}} |                                 |

У игри рулета, свака тачка на кружници представља могући исход, а простор узорка је интервал {\displaystyle 0\leqq \vartheta <2\pi }. У посматрању кретања честице у расејању, свака функција {\displaystyle x(t)} представља један разуман исход а простор узорка је компликовани простор функције.

## Исходи вероватноће
Разматрањем једне руке покера, можемо се запитати да ли садржи кеца или задовољава неки други услов. У принципу сваки такав исход се може описати спецификацијом тачака узорка које задовољавају задати услов. Тако, сваки сложени исход је представљен додатком тачака узорка и у теорији вероватноће ти појмови су синоними. За опис односа међу исходима користи се стандардна нотација из теорије скупова.